# Włodzimierz Rączkowski
Włodzimierz Rączkowski (ur. w Koźminie Wielkopolskim) – polski archeolog, profesor nauk humanistycznych. Specjalizuje się w archeologii lotniczej, archeologii osadnictwa oraz teorii i metodologii prahistorii. Profesor na Wydziale Archeologii Uniwersytetu im. Adama Mickiewicza w Poznaniu.
Stopień doktorski uzyskał w 1990 na podstawie pracy pt. Osadnictwo społeczności rolniczych epoki brązu i epoki żelaza - problemy teoretyczne (promotorem był prof. Jerzy Topolski). Habilitował się w 2003 na podstawie oceny dorobku naukowego i rozprawy pt. Archeologia lotnicza - metoda wobec teorii. 16 września 2016 roku decyzją prezydenta RP otrzymał tytuł naukowy profesora.